# Леон, Мария Пилар
Мари́я Пила́р Лео́н Себриа́н (исп. María Pilar León Cebrián, 13 июня 1995 года, Сарагоса), также известна как Мапи Леон — испанская футболистка, защитник клуба «Барселона» и сборной Испании.

## Ранние годы
Мария Пилар Леон Себриан родилась 13 июня 1995 года в семье Хавьера и Пилар. Мария выросла со старшим братом в Ла Альмосара, небольшом районе Сарагосы.
Изначально девушка начала играть в волейбол в семь лет, а в детстве занимался многими другими видами спорта, включая бейсбол. Позже она начала играть в мини-футбол за местную команду «Гран Виа», где играла на позиции нападающего. Примерно в этом же возрасте ей предоставили стипендию для обучения в художественной школе, но Мария отказалась от этой возможности, чтобы сосредоточиться на футболе.
Талантливого игрока обнаружил Давид Маганья, бывший спортивный директор «Сарагосы», который увидел, как Мария и ее брат Хави играли в футбол во время покупок в супермаркете Carrefour. Начиная с 11 лет девушка начала тренироваться в клубе родного города.

## Клубная карьера

### «Сарагоса»
В 2011 году, после двухлетнего развития в команде Б, Леон дебютировала в высшем дивизионе чемпионата Испании году в составе основной команды «Сарагосы». На тот момент девушке было 16 лет и её дебютный матч за клуб состоялся против «Барселоны».
В 2013 году «Сарагоса» вышла в финал Кубка королевы, где снова встретилась с будущим клубом Марии - «Барселоной». В своем последнем матче за клуб Леон вышла в старте финала, когда Сарагоса проиграла «Барселоне» со счетом 4–0, которая сделала свой первый дубль.

### «Эспаньол»
В 2013 году Леон перешла в «Эспаньол», где пробыла всего один сезон. Примерно в это же время её начали вызывать в национальную сборную. Тем самым, она привлекла внимание «Атлетико Мадрид», занявшего 3-е место в лиге в сезоне 2012/13.

### «Атлетико Мадрид»
В 2014 году Леон перешла в мадридский «Атлетико».
В этом же сезоне клуб занял второе место в лиге после «Барселоны», тем самым вышел в женскую Лигу чемпионов. Что для «Атлетико» и самой Марии это было впервые.
В 2015 году Леон дебютировала в Лиге чемпионов против российского клуба ЖФК «Зоркий», где команда проиграла в первом матче со счётом 2:0. В ответной игре «Атлетико» сделал счёт 3–0 и выиграл матч, но выйдя в 1/8 потерпел поражение в от «Лиона» с общим счетом 9–1.
Во время своего пребывания в «Атлетико» Леон, под руководством тренера Анхеля Вильякампы, превратилась из левого защитника в центрального.
В сезоне 2016-17 она впервые в своей карьере выиграла чемпионский титул, когда «Атлетико» победил «Реал Сосьедад» в последнем туре. Её яркие выступления на протяжении всего сезона принесли ей место в составе лучших игроков лиги, а также привлекли внимание ФК «Барселона».
Во время летнего трансферного окна 2017 года «Барселона» и «Атлетико Мадрид» пережили двухмесячную трансферную сагу в своих переговорах по защитнику. До перехода в «Барселону» она тренировалась вне группы, а позже, из-за высокого уровня стресса, заболела во время переговоров по контракту. В одном из эпизодов документального сериала «Барсы» «Осмелиться играть» Мария рассказывает, что «Атлетико» интерпретировал это как симуляцию болезни в попытке добиться переезда в «Барселону».

### «Барселона»
24 августа 2017 года Мария стала первым платным трансфером в истории испанского женского футбола и перешла в «Барселону»: сумма трансфера составила €50 000. Впервые в истории женского футбола в Испании один из клубов получил денежную компенсацию за переход футболистки. Тем самым она стала шестым приобретением клуба перед сезоном 2017–18.
В первый сезон в клубе она выиграла Кубок королевы, свой первый титул в составе «Барселоны». Команда сохраняла ничейный результат до 120 минуты против «Атлетико», лишь в конце дополнительного времени удалось вырвать победу благодаря голу Марины Калдентей в ворота «матрасников».
В октябре 2018 года Леон забила свой первый гол в Лиге чемпионов в 1/8 против «Глазго Сити». А уже в мае 2019-го защитница, вместе с «Барсой», вышла в первый финал Лиги чемпионов против «Лиона». «Барселона» пропустила четыре гола за первые 30 минут и в конечном итоге проиграла со счетом 1–4. В конце сезона Мапи продлила контракт с «Барселоной» до 2022 года.
В 2020 году Мария впервые в своей карьере была названа кандидатом в женскую команду года УЕФА.
В конце 2020 вошла в топ-100 лучших футболисток мира за календарный год по версии издания «The Guardian», заняв 37-ю позицию .
6 января 2021 года Леон вышла в старте матча на «Камп Ноу», до этого дня женская команда ни разу там не играла. Защитница помогла «Барселоне» забить 5й и последний гол: её удар был отбит Аной-Марией Црногорчевич. В том же месяце команда участвовала в Суперкубке Испании 2020/21, где «Барселона» проиграла в серии пенальти «Атлетико Мадрид». Позже Леон раскритиковала Королевскую федерацию футбола за отсутствие системы VAR, которая есть в мужском соревновании.
В марте 2021 года она была дисквалифицирована на четыре матча и оштрафована RFEF на 601 евро за критику качества судейства в Primera Iberdrola после получения спорной красной карточки против «Мадрида». «Барселона» обжаловала это решение и Леон смогла сыграть против «Леванте» в ближайшем матче.
Ассоциация испанских футболистов выступила с заявлением в поддержку Леон, назвав отстранение попыткой ограничить её свободу слова.
В следующем месяце Мапи провела свой 100-й матч в лиге за «Барселону» против «Гранадилья». 9 мая 2021 года Леон во второй раз стала чемпионом лиги с «Барселоной».
«Барселона» вышла в финал Лиги чемпионов 2021 года после победы над «Пари Сен-Жермен» с общим счетом 2–1. В ответном матче полуфинала партнёр Леон по защите Андреа Перейра получила жёлтую карточку и была дисквалифицирована на финал. В итоге Леон сыграла финал в защите вместе с опорным полузащитником Патри Гихарро, которая изучала игру Мапи, чтобы подготовиться к матчу. В финале «Барселона» выиграла со счётом 4–0, что стало первым титулом женской Лиги чемпионов в истории клуба.
Леон была включена в состав лучшей команды сезона женской Лиги чемпионов  2020/21 годов, а позже была включена в список номинантов на награду «Защитник сезона» женской Лиги чемпионов. После завершения Лиги чемпионов Леон отыграл каждую минуту оставшегося полуфинала и финала Кубка королевы. «Барселона» выиграла финал со счетом 4–2 и впервые в своей истории сделала трэбл.
В конце 2021 вошла в топ-100 лучших футболисток мира за календарный год по версии издания «The Guardian», заняв 16-ю позицию .
В сезоне 21/22 Леон выиграла чемпионский титул с «Барселоной» третий сезон подряд, при этом побеждая в каждом матче. Также добавила золотые медали Кубка королевы и Суперкубка Испании. Финал Лиги чемпионов закончился поражением от «Лиона» со счётом 1-3.
20 ноября 2022 года она забила гол в 200-м матче за «Барселону», разгромив «Алавес» со счетом 8:0 в матче лиги.
В конце 2022 вошла в топ-100 лучших футболисток мира за календарный год по версии издания «The Guardian», заняв 17-ю позицию.
3 июня 2023 года в очередном финале Лиги чемпионов, где команда встретилась с «Вольфсбургом», «Барса» подняла второй титул Лиги чемпионов. К началу второго тайма команда проигрывала 0-2, но благодаря быстрому дублю Патри Гихарро и победному голу Фридо Рольфё, забрала заветный трофей.
8 декабря 2023 во время тренировки «Барсы» Мапи надорвала внутренний мениск правой ноги, из-за чего на ближайшие 4 месяца осталась вне игры.
В конце 2023 вошла в топ-100 лучших футболисток мира за календарный год по версии издания «The Guardian», заняв 16-ю позицию.
22 декабря 2023 года Мария продлила контракт с «Барсой» до 2026 г.

## Статистика выступлений

### Клубная статистика
| Клуб             | Сезон            | Лига | Лига | Кубок | Кубок | Лига чемпионов | Лига чемпионов | Суперкубок Испании | Суперкубок Испании | Кубок Каталонии | Кубок Каталонии | Итого | Итого |
| Клуб             | Сезон            | Игры | Голы | Игры  | Голы  | Игры           | Голы           | Игры               | Голы               | Игры            | Голы            | Игры  | Голы  |
| ---------------- | ---------------- | ---- | ---- | ----- | ----- | -------------- | -------------- | ------------------ | ------------------ | --------------- | --------------- | ----- | ----- |
| Сарагоса         | 2010/11          | 4    | 0    | 2     | 0     | -              | -              | -                  | -                  | -               | -               | 6     | 0     |
| Сарагоса         | 2011/12          | 32   | 4    | -     | -     | -              | -              | -                  | -                  | -               | -               | 32    | 4     |
| Сарагоса         | 2012/13          | 28   | 2    | 5     | 1     | -              | -              | -                  | -                  | -               | -               | 32    | 3     |
| Сарагоса         | Итого            | 64   | 6    | 7     | 1     | 0              | 0              | 0                  | 0                  | 0               | 0               | 71    | 7     |
| Эспаньол         | 2013/14          | 30   | 4    | -     | -     | -              | -              | -                  | -                  | -               | -               | 30    | 4     |
| Эспаньол         | Итого            | 30   | 4    | 0     | 0     | 0              | 0              | 0                  | 0                  | 0               | 0               | 30    | 4     |
| Атлетико Мадрид  | 2014/15          | 29   | 0    | 2     | 0     | -              | -              | -                  | -                  | -               | -               | 37    | 2     |
| Атлетико Мадрид  | 2015/16          | 28   | 1    | 3     | 0     | 4              | 0              | -                  | -                  | -               | -               | 44    | 2     |
| Атлетико Мадрид  | 2016/17          | 27   | 3    | 3     | 0     | -              | -              | -                  | -                  | -               | -               | 30    | 0     |
| Атлетико Мадрид  | Итого            | 84   | 4    | 8     | 0     | 4              | 0              | 0                  | 0                  | 0               | 0               | 96    | 4     |
| Барселона        | 2017/18          | 29   | 2    | 3     | 0     | 5              | 0              | -                  | -                  | 0               | 0               | 37    | 2     |
| Барселона        | 2018/19          | 30   | 1    | 3     | 0     | 9              | 1              | -                  | -                  | 2               | 0               | 44    | 2     |
| Барселона        | 2019/20          | 19   | 0    | 2     | 0     | 5              | 0              | 2                  | 0                  | 2               | 0               | 30    | 0     |
| Барселона        | 2020/21          | 27   | 3    | 5     | 0     | 9              | 0              | 1                  | 0                  | -               | -               | 42    | 3     |
| Барселона        | 2021/22          | 22   | 2    | 4     | 1     | 9              | 1              | 1                  | 0                  | -               | -               | 36    | 4     |
| Барселона        | 2022/23          | 25   | 3    | 0     | 0     | 11             | 2              | 2                  | 0                  | -               | -               | 38    | 5     |
| Барселона        | 2023/24          | 10   | 1    | 0     | 0     | 2              | 0              | 0                  | 0                  | -               | -               | 12    | 1     |
| Барселона        | 2024/25          | 26   | 1    | 3     | 0     | 10             | 2              | 2                  | 0                  | -               | -               | 41    | 3     |
| Барселона        | Итого            | 188  | 13   | 20    | 1     | 60             | 6              | 8                  | 0                  | 4               | 0               | 280   | 20    |
| Всего за карьеру | Всего за карьеру | 358  | 26   | 35    | 2     | 62             | 6              | 8                  | 0                  | 4               | 0               | 467   | 34    |

## Международная карьера
Леон дебютировала за взрослую команду Испании 15 сентября 2016 года, когда вышла на замену во время матча с 
(победа 13:0), в рамках квалификации на женское Евро-2017.
А уже в 2017 году Леон была включена в состав сборной на женский Евро-2017. Испания дошла до четвертьфинала, где проиграла Австрии по пенальти.
В 2019 году Мария впервые надела капитанскую повязку на Кубке Алгарве
Леон выходила в старте на всех матчах Испании на чемпионате мира по футболу-2019: дойдя до 1/8, где встретились со сборной США. На 7-й минуте судья зафиксировал нарушение и назначил пенальти после контакта Мапи с Тобин Хит в штрафной: его реализовала Меган Рапино. Матч закончился со счетом 2–1 в пользу США, а и Испания выбыла из турнира.
В 2021 году Испания одержала победу над 
со счетом 3:0 в квалификации Евро-2022, где Леон впервые забила гол за сборную. В том же матче на футболке она носила девичью фамилию матери: Себриан.
В июле следующего года Леон приняла участие в Евро-2022, где Испания выбыла в четвертьфинале, проиграв будущим чемпионам - сборной Англии.
В сентябре Леон присоединилась к 14 товарищам по сборной, которые отказались от вызова в сборную. Это решение стало результатом конфликта между 15 игроками и тренером Хорхе Вильдой. Группа, получившая название «Las 15» в испанских СМИ, опубликовала совместное заявление, в котором объяснила свое решение уйти, сославшись на трудности с физическим и психическим здоровьем, и раскритиковала испанскую федерацию за ее реакцию на ситуацию.
Несмотря на то, что в течение следующих 10 месяцев многие спортсмены пошли на уступки и согласились вернуться, Мария, вместе с Патри Гихарро и Клаудией Пина, продолжала придерживаться своей позиции. Она также отказалась принять участие в Чемпионате мира-2023.
Касательно этой ситуации, в одном из интервью она сказала: «У Мапи Леон есть образ жизни и ценности. Я не могу вернуться, если ситуация не изменится. Должны быть изменения. Я не говорю, что их нет, они произошли, но их недостаточно»".

## Стиль игры
Леон — универсальный левоногий защитник, способная играть как на позиции левого, так и на позиции центрального защитника, её основными характеристиками как игрока являются качественная техника и точный пас.
ФИФА охарактеризовала Мапи как агрессивного игрока с хорошей реакцией и умением читать игру. Бывший тренер «Атлетико» Анхель Вильякампа, который помог ей перестроиться от левого защитника к центральному, говорил, что Леон идеальный спортсмен, обладающий стилем «Барселоны», с её способностью распределять мяч и предпочтением играть в высокий блок.

## Достижения

### Командные
«Атлетико Мадрид»
- Чемпионка Испании (1): 2016/17
- Обладательница Кубка Испании (1): 2016

Итого: 2 трофея
 «Барселона»
- Чемпионка Испании (4): 2019/20, 2020/21, 2021/22, 2022/23
- Обладательница Кубка Испании (4): 2018, 2019/20, 2020/21, 2021/22
- Победительница Лиги чемпионов УЕФА (2): 2020/21, 2022/23
- Обладательница Суперкубка Испании (4): 2019/20, 2021/22, 2022/23, 2023/24
- Обладательница Кубка Каталонии (3): 2017, 2018, 2019

Итого: 17 трофеев

### Личные
- Команда сезона Лиги чемпионов УЕФА: 2020/21[12]
- Команда года 2022[13]
- Золотой мяч 2023: 16 место[14]

## Личная жизнь
Леон страстно любит мотоциклы, на что повлиял ее отец, работающий механиком. Однако своего у неё нет, т.к. этот пункт прописан в контракте профессиональных спортсменов.
Помимо этого Мапи увлекается рисованием, живописью и имеет большое количество татуировок на теле, часть из которых набила самостоятельно. Её первой стала маленькая птичка на ноге, которую она намеренно сделала в укромном месте, чтобы носком скрывать от родителей.
Одна из ее самых известных тату — на шее: «Looks can be deceiving» («Внешность может быть обманчивой»).  В 2021 году Мария прошла стажировку в тату-салоне. В одном из интервью она заявила, что по завершении карьеры хотела бы сосредоточиться на создании эскизов татуировок и искусстве.
В 2018 году Леон сделала камин аут во время интервью испанской газете El Mundo, после многих лет молчания о своей личной жизни.
El Mundo включил её в список 50 самых влиятельных ЛГБТ-людей Испании в 2018 и 2019 годах.
В 2021 году она участвовала в кампании Levi's Beauty of Becoming в рамках месяца гордости ЛГБТ.
Мапи Леон состоит в отношениях с коллегой по клубу Ингрид Энген.
У Мапи есть кошка Багира. По рассказу девушки, она нашла её в мусорном контейнере, ещё когда выступала за «Атлетико».